# Portret van Mathilde de Canisy, markiezin van Antin
Het Portret van Mathilde de Canisy, markiezin van Antin is een schilderij van Jean-Marc Nattier uit 1738. Het geldt als een van de beste werken van de schilder. Sinds 1891 maakt het deel uit van de collectie van het Musée Jacquemart-André in Parijs.

## Mathilde de Canisy
Nattier schilderde Marie-François-Renée (bekend als Mathilde) de Carbonnel-Canisy (1725-1796) toen ze veertien jaar was. Ze was enige dochter van René-Anne de Carbonnel, graaf van Canisy. Ze zou in haar leven veel van haar naasten overleven. Zo werd ze al op driejarige leeftijd wees, trouwde ze toen ze twaalf was met Antoine François de Pardaillan de Gondrin, markies van Antin, maar was ze voor haar zestiende al weer weduwe. Ook haar tweede huwelijk eindigde met de dood van haar echtgenoot. Ze verkeerde in de kringen van het hof in Versailles en was zelfs korte tijd de minnares van de koning. Ze werd geroemd om haar schoonheid. De hertog van Luynes schreef dat “het niet mogelijk is knapper te zijn dan madame de Forcalquier. Ze is klein (…), een vleesgeworden schoonheid, een rond gezicht, grote en mooie ogen, en alles wordt mooier gemaakt door de uitdrukking van het gezicht.”

## Voorstelling
De jonge markiezin wordt afgebeeld aan de voet van een eik. Ze speelt met een klein zwart hondje, terwijl ze een parkiet in haar rechterhand houdt. De compositie van het schilderij wordt gekenmerkt door de diagonaal gevormd door de armen die een omgekeerde kromming hebben en de kleurrijke bloemenslinger die schuin over de borst loopt. De witte zijden jurk die het meisje draagt, komt ook op andere werken van Nattier voor en was ongetwijfeld uitgekozen om haar ouder te doen lijken. Op de achtergrond is een landschap in zachte kleuren te zien. Er zijn enkele details te onderscheiden, zoals een kasteel en een brug over een rivier die de kleuren van de lucht weerspiegelt.
Nattier schilderde het portret toen hij de vijftig al gepasseerd was, maar tien jaar voor hij de officiële portrettist van de koninklijke familie werd. De koningin en haar dochters waardeerden de elegantie en lichtheid van zijn portretten. Tijdens de Salon van 1738 kon het portret van Mathilde de Canisy echter op weinig bijval rekenen.

## Herkomst
- tot 1839: in de verzameling Demidoff.
- tot 1881: in bezit van de verzamelaar Alexis-Joseph Febvre.
- 18 november 1891: gekocht door Édouard André en Nélie Jacquemart voor 60.000 frank bij de antiquair Leclercq, Parijs.
- 1912: de gehele collectie van het echtpaar wordt nagelaten aan het Institut de France en tentoongesteld in hun voormalige herenhuis, het huidige Musée Jacquemart-André.

## Afbeelding

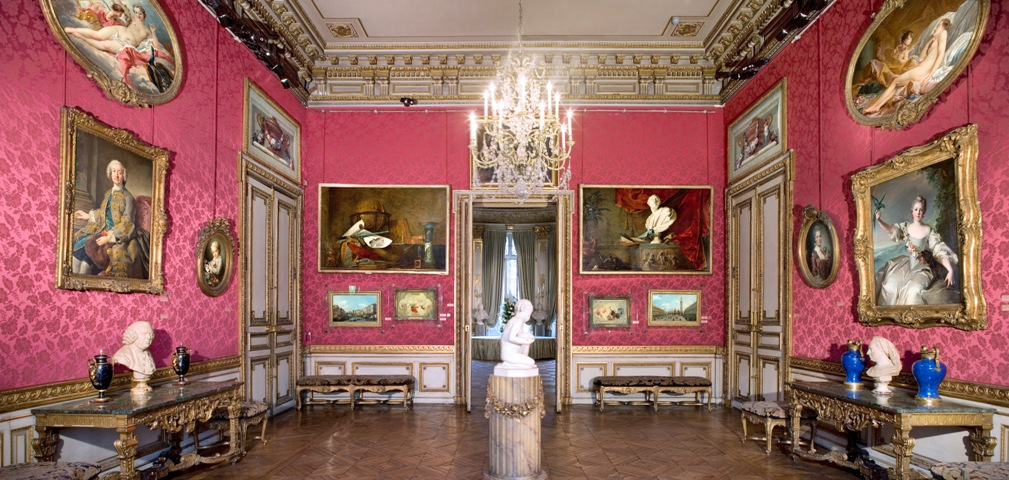
Het schilderij in de Salon des peintures in het museum